# 梅村優香
梅村 優香（うめむら ゆうか、2000年1月9日 - ）は、青森県出身の卓球選手。
Tリーグは九州アスティーダ所属。

## 経歴
青森県出身で、卓球の強豪校である四天王寺高校（大阪府）に進学した。
全国中学体育大会で3位、インターハイでは女子シングルスと女子団体で2冠を達成した。
2022年3月31日、中央大学文学部卒業。
2024-25シーズンで現役の引退を発表。

## 戦績
2018年
- 全日本卓球選手権大会 女子ダブルス 準優勝

2019年
- ITTFチャレンジ・タイOP 女子ダブルス 準優勝、U21女子シングルス 優勝

2020年
- 全日本卓球選手権大会 女子ダブルス 3位

2022年
- 日本リーグ選手権ビッグトーナメント 女子ダブルス 準優勝

2023年
- 日本リーグ選手権ビッグトーナメント 女子ダブルス 優勝

2025年
- 全日本卓球選手権大会 女子ダブルス 準優勝